# Katerhals (watergang)

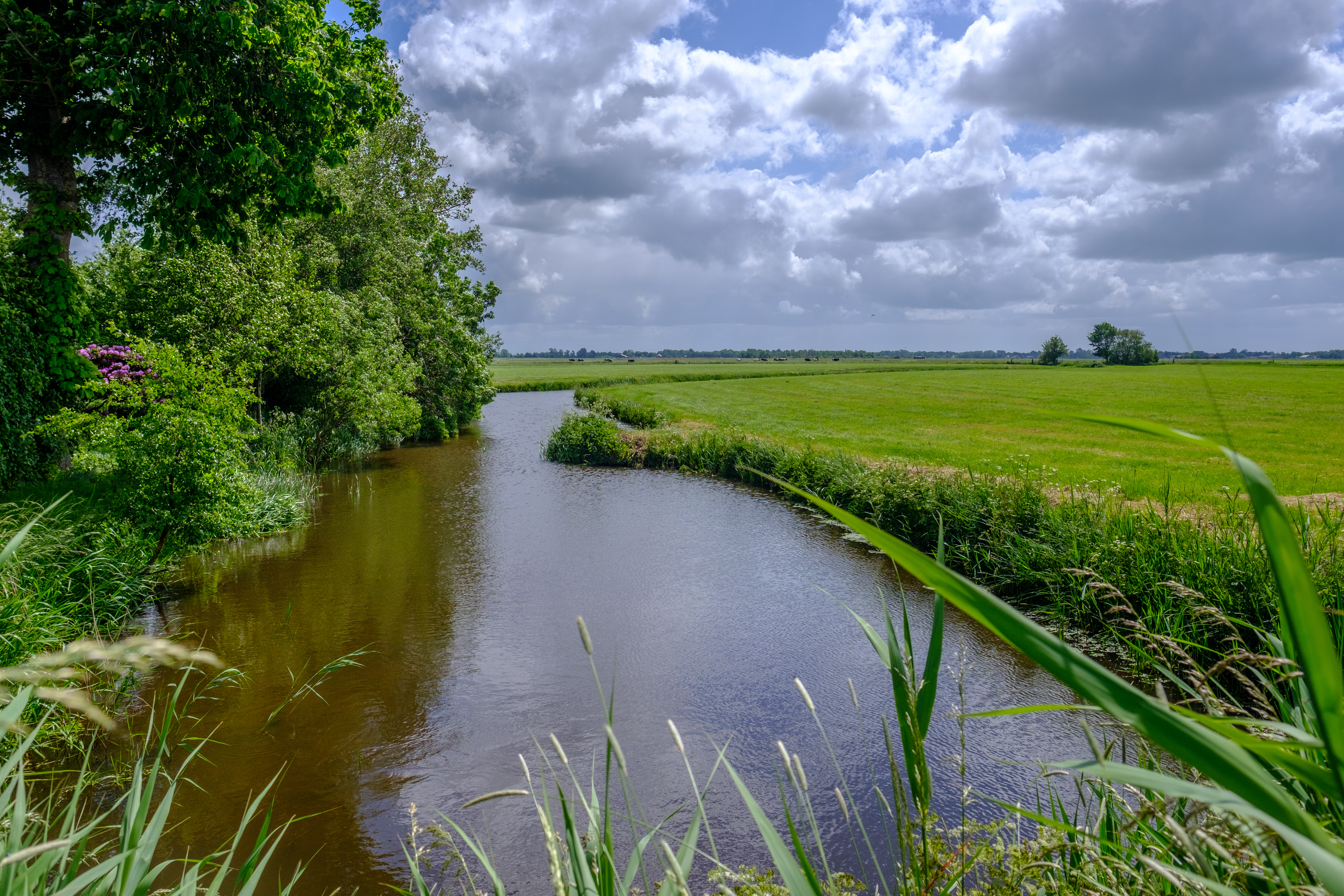
De Katerhals gezien vanaf het Van Starkenborghkanaal naar het zuiden.

De Katerhals is een watergang tussen het Kolonelsdiep (Niekerksterdiep) en het Van Starkenborghkanaal in de Nederlandse provincie Groningen. 
Het diep had vroeger een belangrijke functie voor de afwatering van de landstreek Langewold en tot 1385 vermoedelijk ook voor West-Vredewold. Het stroomde toen verder door naar de dijk bij Okswerd om daar via de Oxwerderzijl te kunnen lozen op de Oude Riet. In de 15e eeuw werd de waterloop verlengd tot de nieuwe Langewolderdijk bij de huidige Friesestraatweg. Rond 1562 is de Katerhals vermoedelijk aangesloten op het nieuwe Niezijlsterdiep. Tussen 1654 en 1657 werd haaks hierop het Hoendiep gegraven, dat in de jaren 1930 werd verbreed tot het Van Starkenborghkanaal. 
Aan de noordkant van het diep stond in de 18e eeuw al een watermolen. Van 1801 tot 1880 stond hier poldermolen De Hoop, die het water van polder Hoop en Verwachting uitsloeg op het Hoendiep. In 1879 werd in plaats daarvan gemaal Hoop en Verwachting aan zuidzijde van de Katerhals gebouwd, dat oversloeg in het Niekerksterdiep en onder andere bijdroeg aan het droogmalen van het Oldekerkermeer. In de jaren 1980 werd dit gemaal vervangen door twee andere gemalen.

## Naam
De stam kat(er)- verwijst vermoedelijk naar een oud woord voor slijk of modder (katsch of kaats), aangezien het water vroeger door een laaggelegen drassig gebied stroomde. De toevoeging -hals zou kunnen verwijzen naar een smalle watergang. Met name in de provincie Groningen komen enkele vergelijkbare namen voor: Hondshalstermaar, Katerhalstermaar en Schaphalsterzijl. Ook een vernauwing in het Hunsingokanaal bij Leens stond bekend als Katershals.